# Marie Ewrelius
Marie Ewrelius, född 31 augusti 1967, är en svensk före detta fotbollsspelare.
Ewrelius representerade på klubbnivå Djurgårdens IF. Hon spelade 17 A-landskamper för Sverige, och var med i truppen som tog brons i VM 1991.